# 5. sončev cikel
5. sončev cikel je bil peti sončev cikel od leta 1755, ko se je začelo intezivno obdobje sončevih peg. Sončev cikel je trajal 12,3 let, z začetkom aprila 1798 in koncem avgusta 1810 (torej je sovpadal z Daltonovim minimumom). Maksimalno zglajeno število sončevih peg med ciklom (po formuli SIDC) je bilo 82,0, februarja 1805 (drugi najmanjši cikel na datum za 6. sončevim ciklom - rezultat Daltonovega minimuma) in na začetku minimuma pa je bilo 5,3.